# Salchipapas

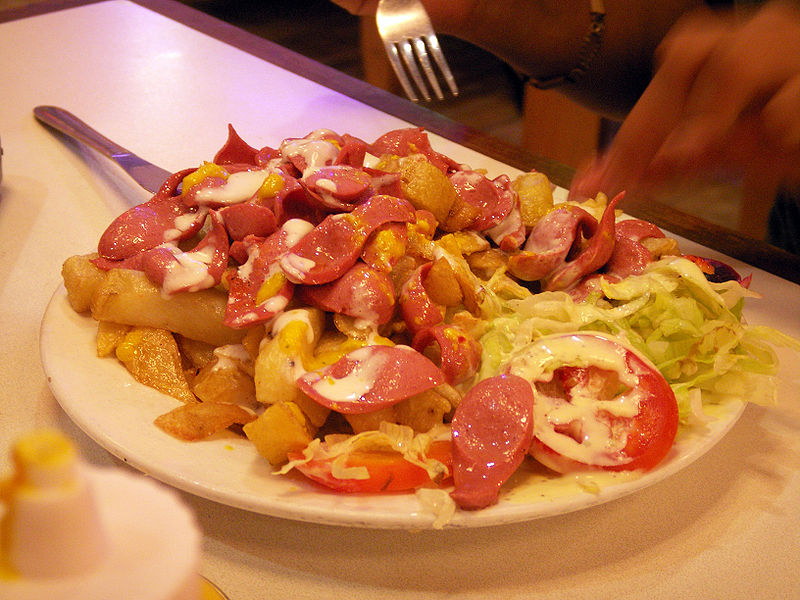
Prato de salchipapas servido em Lima, no Peru.

Salchipapas é um prato típico da culinária do Peru mas atualmente também consumido noutros países da América Latina. Consiste num prato de salsichas fritas inteiras ou cortadas em rodelas, acompanhadas por batatas fritas e diversos molhos. Tal como outras comidas ligeiras populares no Peru, as salchipapas são vendidas até altas horas da madrugada.
O seu nome é composto pelas palavras que designam os seus dois ingredientes principais em espanhol, "salchicha" (salsicha) e "papas" (batatas).
É muito frequentemente vendido por vendedores de rua ou em restaurantes simples por um preço baixo.
Tendo tido origem nas ruas de Lima, a sua venda foi gradualmente sendo alargada a outras cidades grandes do Peru e, posteriormente, também para outros países, tais como o Equador e a Bolívia.